# Sagrada Família e Doadores (Carpaccio)
Sagrada Família e Doadores é uma pintura a óleo e têmpera sobre madeira pintada em 1505 pelo pintor italiano Vittore Carpaccio, obra que se encontra actualmente no Museu Calouste Gulbenkian, em Lisboa.
A obra, que tem como tema central o Nascimento de Jesus antes da Adoração dos Magos, é considerada como uma das mais notáveis de Carpaccio, datando de 1505, pois na cartela inserida na base da pintura se pode ler a inscrição VICTOR CARPATHIUS/MDV.

## Descrição
Carpaccio recorre a uma sobreposição de planos narrativos que são consubstanciados num cromatismo rico e luminoso desenvolvendo a cena em profundidade. Assim, em primeiro plano no centro da composição, o Menino Jesus está despojado de atributos divinos assumindo uma dimensão terrena, estando a Virgem Maria de perfil 
ajoelhada em adoração e S. José sentado mais à esquerda com as suas volumosas barbas brancas para vincar a sua idade avançada.
Depois os doadores, decerto personalidades com posição elevada na sociedade ou na região veneziana onde Carpaccio desenvolveu actividade, estão representados de maneira realista, à escala e no mesmo plano das personagens sagradas. Esta forma de integração de figuras profanas na cena sagrada é exemplo da prática generalizada a partir do século XV e que reflete a difusão de valores humanistas na arte.
A perspectiva é dada através da alteração de escala das figuras, constituindo o plano intermédio o alinhamento dos Reis magos a cavalo. O esbatimento cromático progressivo conduz a visão até à ténue fronteira entre céu e terra.
A complexidade da composição, combinando verticais e diagonais de forma harmoniosa e grupos decorativos tratados com detalhe, exemplificam uma aspiração fundamental da pintura da época: a procura de equilíbrio.